# Giovanni di Mailly
Giovanni di Mailly (Mailly-le-Château, 1190 – Metz, 1254-1260) è stato un religioso francese appartenente all’Ordine dei frati predicatori.

## Biografia
La vita di Giovanni di Mailly è ricostruibile in modo sommario da pochi dati certi e da alcuni indizi interni alle sue opere, messi insieme per la prima volta dal frate predicatore Antoine Dondaine (1898-1987), il primo a studiarlo.
Nasce probabilmente intorno al 1190 a Mailly-le-Château o Mailly-la-Ville, nella diocesi di Auxerre dove è chierico intorno al 1220. Qui molto probabilmente scrive la prima redazione dell’Abbreviatio in gestis et miraculis sanctorum, di certo dopo il 1225 e probabilmente tra il 1228 e il 1230.
Come suggerito da alcuni elementi della seconda stesura dell’Abbreviatio, entra nell’Ordine dei frati predicatori tra il 1230 e il 1240. Dato che in quest’epoca i Domenicani non si erano ancora attestati nella diocesi di Auxerre, si suppone che Giovanni si trovasse altrove ma comunque nella Francia centro-settentrionale; è anche molto probabile che non si trovasse costantemente in una sola città ma si spostasse in continuazione dove c’era bisogno, così come prescritto dall’Ordine, tuttavia non ci sono informazioni più precise che possano far luce su questa fase della sua vita.
Prima del 1243 si trasferisce a Metz dove rielabora per la terza volta l’Abbreviatio. Anche in questo caso è probabile che non abbia soggiornato stabilmente nella città, ma si sia spostato in altri conventi tornando periodicamente a Metz. Qui compone la Chronica universalis Metensis almeno fino al 1254, anno a cui risalgono gli ultimi aggiornamenti.
Non si conosce con certezza la data della sua morte, ma si può collocare tra il 1254 e il 1260. Quest’ultimo dato si ricava dall’opera di un altro autore completata entro il 1261, ovvero il Tractatus de diversis materiis praedicabilibus di Stefano di Borbone, in cui la Chronica con il suo autore viene citata tra le fonti con una formula che lascia intendere che Giovanni sia morto da tempo.

## Abbreviatio in gestis et miraculis sanctorum
Si tratta di un leggendario condensato, ovvero una raccolta di vite di santi in versione sintetica con lo scopo di fornire informazioni, exempla e in generale materiale per la predicazione pronti all’uso. Il genere nasce in risposta alle esigenze del nuovo Ordine dei frati predicatori, che aveva al centro della propria attività la predicazione itinerante. Di conseguenza i vecchi leggendari, normalmente di grandi dimensioni e contenenti testi molto lunghi, si rivelano poco pratici facendo fiorire così un’amplissima produzione di leggendari abbreviati.
In particolare il leggendario di Giovanni di Mailly non è il primo in assoluto per data di composizione, ma è il primo ad avere avuto una diffusione molto ampia, testimoniata dal numero dei manoscritti giunti fino a noi che si aggira intorno alla trentina.
Come tipico dei compilatori di leggendari, Giovanni rielabora i testi scegliendo di eliminare dalle leggende le parti dottrinalmente più problematiche e tutto ciò che era sentito come inutile ai fini della predicazione nel contesto in cui si trovava. Infatti l’Abbreviatio subirà due revisioni dopo la prima stesura, in risposta al cambiamento di pubblico e circostanze avvenuto nella vita dell’autore.
In particolare nel prologo della prima versione, realizzata tra il 1225 e il 1230 nell’Auxerrois, si rivolge ai parochiales presbiteros (i sacerdoti delle parrocchie) con lo scopo di fornire loro gli strumenti necessari per la predicazione e il culto dei santi: spiega infatti che i leggendari già esistenti sono inadeguati perché troppo lunghi e costosi, soprattutto per i preti dei piccoli centri a cui si riferisce.
Queste due cause resteranno presenti anche nel prologo delle due redazioni successive, tuttavia in esse opera altri cambiamenti dettati dalla sua adesione all’Ordine dei predicatori. Infatti se nella prima versione spiega che i parroci devono nec ignorare nec tacere (non ignorare né tacere) delle vite dei santi, nella seconda sostituisce queste parole con scire et predicare (sapere e predicare) riferendosi proprio ai pilastri dell’Ordine.
Nella seconda versione si assiste anche a modifiche dettate dall’allargamento non solo del pubblico dei lettori dai parroci di provincia all’intero Ordine Domenicano, ma anche dei destinatari finali ovvero gli ascoltatori delle prediche tratte dall’Abbreviatio. I Domenicani infatti predicavano soprattutto nelle città, in cui gli uditorii erano tendenzialmente più esigenti rispetto a quelli di campagna. Per questo vengono inserite citazioni patristiche di una certa complessità e approfondite le discussioni critiche sulle ambiguità della tradizione agiografica.
Questi ampliamenti e gli approfondimenti furono realizzati anche grazie al sostegno che gli derivava dall’Ordine: infatti come Frate Predicatore poteva aver accesso ad un numero maggiore di documenti, in modo da completare la propria preparazione, e molto probabilmente aveva a disposizione dei collaboratori che lo aiutassero nella ricerca delle fonti e nella copiatura dei testi.
Nella terza redazione infine aggiunge delle notizie agiografiche relative ai culti della città di Metz e comincia a raccogliere altri testi con l’intenzione di integrarli in seguito nell’opera. Questo gruppo di notizie posto alla fine del testo vero e proprio ci indica che Giovanni di Mailly non considerava ancora la propria opera completa, tuttavia non abbiamo tracce di una successiva rielaborazione.

### La prima redazione
Pur non essendo esplicitato nell’opera, diversi indizi indicano quasi con certezza che la prima versione dell’Abbreviatio fu redatta ad Auxerre. Infatti molti dettagli legano l’opera al calendario liturgico della diocesi di questa città, come la lista dei santi inclusi in questa prima raccolta che comprende molti dei culti tipici della zona.
Altri indizi vengono dai collegamenti tra l’Abbreviatio e altri testi tuttora conservati presso la biblioteca di Auxerre, ovvero il trattato De inventione crucis del magister Warnerius (maestro Guarnerio), un’opera rarissima del XII secolo di cui abbiamo un solo testimone, citata esplicitamente da Giovanni. Inoltre una delle fonti del leggendario è la Chronica di Roberto d’Auxerre, conservata in un autografo presso la stessa biblioteca. A consolidare ulteriormente quest’ipotesi, Giovanni riporta anche alcune indicazioni sulla geografia locale dell’Auxerrois che difficilmente potrebbero essere di seconda mano.
Sempre all’interno del testo si trovano le indicazioni per collocare cronologicamente la prima redazione. Infatti nel capitolo dedicato all’Assunzione, Giovanni riporta un miracolo avvenuto nel 1225, specificando di aver sentito il racconto direttamente da uno dei protagonisti. A questo si aggiunge il fatto che nella seconda versione viene riportato un exemplum datato 1230, assente invece nella prima. Di conseguenza possiamo datare la compilazione della prima redazione dell’Abbreviatio tra il 1225 e il 1230.

### La seconda redazione
La seconda versione dell’Abbreviatio fu realizzata dopo l’adesione di Giovani di Mailly all’Ordine domenicano. L’inserimento della vita di san Domenico all’interno della raccolta testimonia questo cambiamento, fornendo anche un dato utile per collocare cronologicamente questa redazione: Domenico infatti venne canonizzato nel 1234, di conseguenza la revisione deve essere avvenuta poco dopo questa data.
A consolidare questa datazione concorre anche l’aggiunta di due miracoli della Beata Vergine: uno avvenuto nel 1230, l’altro nel periodo in cui Giordano di Sassonia fu maestro dell’Ordine ovvero tra il 1222 e il 1237.
Risulta più difficile invece rintracciare il luogo in cui Giovanni si trovava durante questa revisione. Forse non aveva una dimora stabile, dato che i Domenicani si spostavano spesso per predicare dove ce ne fosse il bisogno. Alcuni elementi fanno pensare che si trovasse in Francia centro-settentrionale, ma non si tratta di prove certe bensì di indizi che possono essere interpretati in modi diversi.
Uno di questi è la distribuzione dei manoscritti che riportano questa versione, tutti nella regione centro-settentrionale francese: potrebbe indicare che Giovanni si trovasse lì quando la scrisse, ma potrebbe anche essere dovuto semplicemente a motivi di tradizione. L’altro indizio è l’inserimento della notizia sui santi Giuliano e Basilissa: è vero che il loro culto era molto diffuso a Clermont e a Parigi, ma è anche possibile che Giovanni abbia inserito le loro vite per completare il preesistente capitolo dedicato già a tre santi di nome Giuliano (Giuliano d’Alvernia, Giuliano di Le Mans e Giuliano l’Ospitaliere).
In ogni caso il suo far parte dell’Ordine dei frati predicatori gli permise di avere accesso a più testi e di disporre di un’équipe di collaboratori. La loro presenza in quest’opera non è direttamente dimostrabile perché non ci è giunto un manoscritto autografo, ma ci sono tanti piccoli errori e imperfezioni analoghi a quelli che si trovano in altre opere, nella cui redazione Giovanni fu certamente affiancato da aiutanti. La mole di lavoro inoltre rende quasi impossibile pensare che si fosse sobbarcato a tutto il lavoro da solo, anche perché i leggendari di solito sono il risultato del lavoro di un’équipe guidata da una personalità di spicco.

### La terza redazione
L’inserimento di tradizioni agiografiche tipiche della zona di Metz indica che con ogni probabilità la terza versione dell’Abbreviatio fu composta proprio in questa città. L’ipotesi è resa ancor più probabile dal fatto che Giovanni di Mailly vi trascorse certamente l’ultima parte della propria vita.
Per quanto riguarda la datazione, due manoscritti riportano un colofone in cui si testimonia che l’Abbreviatio in questa forma fu conclusa nel 1243.
Uno di questi, il ms. 377 della Bürgerbibliotheck di Berna, presenta un Supplementum dopo il testo vero e proprio del leggendario: esso è costituito da un certo numero di testi agiografici e notizie utili alla predicazione. Questo lascia supporre che Giovanni non ritenesse ancora completo il proprio lavoro e avesse iniziato a raccogliere altro materiale da integrare in seguito nell’opera.

### Manoscritti

#### Prima redazione
- Auxerre, Bibliothèque Municipale, 124 (111), ff. 1-120v. XIII secolo, da Saint Germain di Auxerre.
- Basel, Öffentliche Bibliothek der Universität, B III 14, ff. 1-60. Fine del XIII secolo, dal convento dei Domenicani di Basilea. Riporta la prima redazione e un’appendice con alcuni elementi della seconda.
- Besançon, Bibliothèque Municipale, 816, ff. 1-167v. XIV secolo, dai Cordiglieri di Dole. Omette alcuni capitoli minori.
- Brugge, Groot Seminarie, 125/79, ff. 1-168v. XIV secolo, dall’abbazia cistercense di Duinen. Contiene alcune contaminazioni con la terza redazione.
- Cambridge, Peterhouse, 172, ff. 1-94. XIII-XIV secolo, di origine inglese. Omette molti capitoli.
- Città del Vaticano, Biblioteca Apostolica Vaticana, Reg. lat. 546. XIV secolo, forse di origine padana. Vennero integrati alcuni capitoli provenienti da altre fonti agiografiche.
- Città del Vaticano, Biblioteca Apostolica Vaticana, Vat. lat. 1198, ff. 1-153. XIV secolo, forse della zona di Auxerre.
- Messina, Biblioteca Universitaria, 16. XIII secolo, dai Gesuiti, forse di origine fiorentina. Contiene aggiunte da altro materiale agiografico.
- Novara, Biblioteca Capitolare ASD, LXXXVI. XIII secolo, forse della Lombardia orientale. Contiene aggiunte altro materiale agiografico.
- Oxford, Balliol College, 227, ff. 3-124. XIII-XIV secolo, di origine italiana.
- Oxford, Bodleian Library, Bodl. 551. Inizio del XV secolo, di origine francese. Omette molti capitoli.
- Padova, Pontificia Biblioteca Antoniana, 470 ff. 240r-270v. Seconda metà del XIII secolo, di origine francescana. Contiene solo 27 capitoli.
- Padova, Pontificia Biblioteca Antoniana, 477 ff. 118r-138r. Seconda metà del XIII secolo, di origine francescana. Contiene solo 20 capitoli.
- Padova, Biblioteca del Seminario vescovile, 315. Seconda metà del XIII secolo, dal monastero benedettino di S. Maria di Monte Rua, probabilmente di origine domenicana.
- Padova, Biblioteca Universitaria, 611; ff. 139r-141r. XIV secolo, dal convento degli Eremitani di Padova. Contiene solo due capitoli (99. Sette Dormienti, 100. San Pantaleone) che integrano la Legenda aurea di Jacopo da Varazze.
- Paris, Bibliothèque Nationale, lat. 5639, ff. 1-141v. XIII secolo.
- P aris, Bibliothèque Nationale, lat. 10843, ff. 1-214. XIII secolo.
- Paris, Bibliothèque Nationale, 15376, ff. 43-114. XIII secolo, dalla Sorbona. Contiene alcune contaminazioni con la terza redazione.
- S. Daniele del Friuli, Biblioteca Comunale, 194, ff. 1-250. XIV secolo, di origine domenicana. Una lacuna nella parte centrale dell’opera è stata colmata con materiale proveniente dalla terza redazione.

#### Seconda redazione
- Basel, Öffentliche Bibliothek der Universität, B X 25, ff. 5-45v. Fine del XIV secolo, posseduto prima dai Domenicani e poi dai Certosini di Basilea. Riporta solo alcuni capitoli, affiancati da estrapolazioni dal Liber epilogorum di Bartolomeo di Trento.
- Bruxelles, Bibliothèque Royale, 5149. 1470 circa, da Enghien. Omette diversi capitoli e contiene alcune aggiunte dalla terza redazione.
- Paris, Bibliothèque de l’Arsenal, 937, ff. 4-106. XIII secolo, probabilmente dalla Francia centro-settentrionale.
- Paris, Bibliothèque Mazarine, 1731, ff. 7-151. XIII secolo, realizzato a Chalons-sur-Marne.
- Paris, Bibliothèque Nationale, lat. 16537, ff. 70-116. XIII secolo, dalla Sorbona, forse giuntovi tramite un legato di Gérard de Bruine. Omette diversi capitoli, ma ci sono alcune aggiunte dalla terza redazione.

#### Terza redazione
- Bern, Burgerbibliothek 377, ff. 19v-93v, addito supplemento (ff. 93v-126v). XIII secolo, forse appartenne ai Domenicani prima di passare ai Celestini di Sainte-Marie di Metz. Riporta anche il Supplementum.
- Bern, Burgerbibliothek 111, ff. 225v-227r. Datato tra XII e XIII secolo, dai Celestini di Sainte-Marie di Metz. Riporta solo il capitolo 2 relativo a sant’Eligio, copiato da una mano del XIV secolo.
- Bern, Burgerbibliothek 240, f. 258r-v; f. 264r-v; ff. 267r-269v. Inizio del XIV secolo, dai Celestini di Sainte-Marie di Metz. Contiene solo cinque capitoli (capp. 8, 14, 16, 31 e 100: Eugenia, Colomba, Genoveffa, Preietto, Pantaleone) e uno dal Supplementum (Gengolfo).
- Bruxelles, Bibliothèque Royale, IV 1447. XIV secolo, probabilmente di Metz, dai canonici regolari di Saint-Remy di Luneville. Riporta anche il Supplementum.
- London, Society of Antiquaries of London, 279, ff. 1-62. XV secolo, dall’abbazia di san Massimino di Trier. Sono presenti solo i primi 86 capitoli.
- Trier, Stadtbibliothek, 1169 (265), ff. 1-446. XV secolo, dal monastero benedettino di Beata Maria ai Martiri di Treviri. Riporta anche il Supplementum.

#### Redazione incerta
- Paris, Bibliothèque Nationale, lat. 755, ff. 43v-45v. XIII secolo, probabilmente parte della biblioteca pontificia di Bonifacio VIII. È il primo di due tomi, mentre il secondo è il lat. 3278 della stessa biblioteca. Riporta solo un capitolo (cap. 7, Anastasia).
- Paris, Bibliothèque Nationale, lat. 3278, ff. 225-7. 1272-1279, probabilmente parte della biblioteca pontificia di Bonifacio VIII. È il secondo di due tomi, mentre il primo è il lat. 755 della stessa biblioteca. Riporta solo due capitoli (capp. 153–154: Fede, Pelagia).
- Trier, Stadtbibliothek, 1172 (583), ff. 1-94. XV secolo, dal monastero benedettino di san Mattia di Treviri. Il codice è costituito da riassunti di vario materiale agiografico, tra cui 18 capitoli dall’Abbreviatio.[2]

## Chronica universalis Metensis
Si tratta di una cronaca universale, un genere non raro nel Medioevo: sono compilazioni che si propongono di presentare una storia del mondo a partire dalla creazione. Nel caso di quest’opera si è aggiunto l’aggettivo Metensis a indicare Metz, la città in cui fu redatta probabilmente a partire dal 1243.
Tra le fonti che Giovanni di Mailly consultò, spiccano il Chronicon di Eusebio di Cesarea e il Chronicon di Girolamo, in particolare per la struttura. In queste opere infatti le pagine sono divise in colonne che riportano la datazione dalla nascita di Abramo e l’alternarsi dei sovrani dei principali regni del mondo allora conosciuto. Ogni pagina poi presenta 50 anni di storia, in modo tale che il codice aperto dà conto di un intero secolo. Se il genere della cronaca universale era abbastanza comune nel Medioevo, non lo era affatto questa impostazione grafica iniziata da Eusebio e portata avanti da pochissimi autori.
Lo schema si interrompe con la nascita di Cristo, dopo la quale vengono riportati due brani antologici circa lo status quaestionis sulla datazione della Natività e della Passione. In questo modo viene mantenuta la stessa scansione di un secolo ogni due facciate, ma è anche sintomo del notevole senso critico impiegato da Giovanni di Mailly nella compilazione di quest’opera. Da qui la scansione in colonne è diversa: quattro colonne sono dedicate alla datazione e tre agli avvenimenti, tralasciando tutti i regni che non siano l’Impero Romano. Una particolarità è che nel margine esterno è stata aggiunta la successione dei vescovi di Metz: oltre ad essere la causa del nome attribuito all’opera, questa peculiarità ha ulteriormente confermato il suo luogo di redazione.
L’enumerazione degli anni prosegue fino al 1352, ma le ultime note sugli avvenimenti riguardano fatti del 1254. Se ne può quindi concludere che con ogni probabilità la stesura dell’opera terminò in questa data, forse a causa della morte dell’autore.
Anche in questo caso, come per l’Abbreviatio, si tratta di un lavoro di équipe, testimoniato dalla presenza di diversi errori certamente non attribuibili all’autore. Inoltre un manoscritto autografo di quest’opera, il ms. lat. 14593 della Biblioteca Nazionale di Parigi, presenta diversi elementi che testimoniano in modo chiaro un lavoro di questo tipo.
Il senso critico è un tratto distintivo dell’opera: Giovanni si sforza di mettere in ordine una grande quantità di dati ricavati da diverse fonti. Tra queste le opere storiche di Roberto d’Auxerre e di Ugo di San Vittore, la Chronica di Ottone di Frisinga, il Chronicon Gilberti, gli Annales Tiburtini, il Pantheon di Goffredo da Viterbo. Spesso però le fonti si contraddicono a vicenda senza possibilità di chiarimento, come testimoniato da diverse note in cui l’autore esprime le proprie perplessità.

### La seconda versione
Proprio la volontà di riordinare i dati nel modo più coerente possibile è alla base di un tentativo di riscrittura della Chronica, testimoniato solo nel manoscritto autografo di Parigi: in esso si trovano la prima versione, un Catalogus sanctorum (catalogo di santi) e poi il secondo tentativo. Quest’ultimo rispetta la precedente scansione in colonne ma non la ripartizione in 50 anni per pagina. Lo sforzo sembra tutto concentrato nel fornire una versione più coerente dell’opera, in cui però continuano ad insinuarsi contraddizioni a causa dell’incompatibilità tra le fonti.
Sembrerebbe che tra il 1243 e il 1246 Giovanni avesse impostato la struttura principale dell’opera nella sua prima versione, aggiungendo poi informazioni man mano che l’autore e i suoi collaboratori raccoglievano nuovo materiale in un lavoro di revisione continua. Dopo il 1246 avrebbe fatto copiare il Catalogus sanctorum e verso il 1250 si sarebbe reso conto della necessità di compilare la Chronica da capo. Ma una volta resosi conto dell’impossibilità di mantenere l’opera perfettamente coerente, avrebbe abbandonato la seconda redazione tornando a concentrarsi sulla prima.

### IlCatalogus sanctorum
Tra le due redazioni della Chronica è stato copiato un elenco di circa 590 santi posti in ordine cronologico a seconda del loro dies natalis, cioè il giorno della morte, e divisi in tre categorie: martiri, confessori e donne. Ogni categoria è a sua volta scandita dalla successione degli imperatori, da Tiberio a Federico II, e si conclude con i santi non collocabili cronologicamente.
Essendo solamente un elenco, non si tratta di un’opera autonoma ma di un lavoro preparatorio per un’opera agiografica più ampia. Diversi dettagli suggeriscono che la lista sia indipendente dall’Abbreviatio, ma ci sono alcuni legami con lo Speculum Historiale di Vincenzo di Beauvais. Infatti la lista del Catalogus coincide quasi perfettamente con i santi presenti nello Speculum, così come la formula che introduce i santi dalla datazione incerta nella lista di Giovanni di Mailly è molto simile ad espressioni tipiche di Vincenzo di Beauvais. Non è però altrettanto chiaro quale sia il legame tra le due opere: dato che il Catalogus fu compilato dopo la conclusione dello Speculum, è possibile che fosse un prospetto per un’antologia di vite di santi da trarre dalla raccolta già esistente.
La lista di santi è ricca sia di errori trascurabili ma anche di grosse discrepanze, spiegabili con una distratta copiatura di schede preparate in precedenza da parte dei collaboratori di Giovanni di Mailly.

### LaGenealogia Arnulphi episcopi
Su un foglio di guardia del manoscritto di Parigi si trova un albero genealogico di sant’Arnolfo di Metz, disegnato probabilmente da Giovanni stesso. Quest’inserimento è direttamente collegato all’Abbreviatio in gestis et miraculis sanctorum, infatti il ramo sinistro della genealogia corrisponde perfettamente al testo di un capitolo del Supplementum dell’opera agiografica.
Anche qui l’autore confronta fonti diverse cercando di arrivare ad una sintesi coerente di tutte le informazioni: nello specifico si possono rintracciare notizie provenienti dalla Genealogia ex stirpe sancti Arnulphi descendentium Mettensis e dall’Historia Francorum di Gregorio di Tours.

### Attribuzione
A differenza dell’Abbreviatio in gestis et miraculis sanctorum, la Chronica è anonima. Tuttavia Antoine Dondaine non solo la attribuisce a Giovanni di Mailly, ma riconosce anche il ms. lat. 14593 della Biblioteca Nazionale di Parigi come autografo.
Per dimostrarne l’attribuzione, Dondaine segnala che Stefano di Borbone nomina tra le fonti del Tractatus de diversis materiis praedicabilibus una Chronica di Giovanni di Mailly. Le numerose corrispondenze tra le due opere confermano che Stefano di Borbone si riferisce proprio a questa Chronica e non a un’altra.
Ci sono poi molte affinità tra la Chronica e l’Abbreviatio, a confermare che le due opere hanno lo stesso autore. Non si tratta solamente del fatto che riportano le stesse informazioni, ma si possono trovare sia la stessa predilezione per le formule mnemoniche sia la stessa attenzione nel cercare di dirimere la confusione sulla successione dei primi papi. Inoltre in entrambe le opere si possono rintracciare delle tradizioni agiografiche anche abbastanza rare.

### Manoscritti

#### Prima redazione
- Bern, Universitätsbibliothek. Burgerbibliothek (Bibliotheca Bongarsiana), 29, ff. 164r-196v. XIV secolo, di origine italiana, posseduto dalla cattedrale di St.-Étienne di Metz.
- Paris, Biblioteca nazionale di Francia. Bibliothèque de l'Arsenal, 985, f. 4v. XIII secolo.
- Troyes, Médiathèque du Grand Troyes (olim Bibliothèque Municipale), Fonds ancien 386. 1283 circa, dalla Bibliothèque Bouhier.

#### Prima redazione,Catalogus sanctorum, seconda redazione,Genealogia Arnulphi episcopi.
- Paris, Biblioteca nazionale di Francia, lat. 14593, ff. 228-261 (rec. I); 264-279v (rec. II). XIII secolo, autografo, posseduto dall’abbazia di St.-Victor di Parigi.[2]

## La falsa attribuzione delle raccolte di omelie
Alcuni cataloghi di manoscritti attribuiscono a Giovanni di Mailly due raccolte di sermoni modello, dette De tempore e De sanctis. In realtà si tratta di una falsa attribuzione dovuta alla somiglianza di scrittura del nome Giovanni con Gerardo (o Guglielmo) di Mailly, che ha tratto in inganno copisti e catalogatori.

## Edizioni
Giovanni di Mailly, Abbreviatio in gestis et miraculis sanctorum. Supplementum hagiographicum. Ed. Giovanni Paolo Maggioni (Firenze, SISMEL/Edizioni del Galluzzo, 2013).